# Puertollano
Puertollano là một đô thị thuộc Ciudad Real, Castile-La Mancha, Tây Ban Nha. Dân số 50.838 (2007).